# CBS加盟局の一覧
CBS加盟局の一覧（シービーエスかめいきょくのいちらん）とは、アメリカ合衆国のテレビネットワークであるCBSが、合衆国内に展開する放送局（加盟局）の一覧である。
州名のアルファベット順に記載。また、CBSの親会社（CBSコーポレーション）が直接保有する直営局は太文字で表記する。

## アラバマ州
- バーミングハム - WIAT（英語版） - リモコン番号42・物理チャンネル30
- ドーサン - WTVY（英語版） - リモコン番号4・物理チャンネル36
- ハンツビル - WHNT-TV（英語版） - リモコン番号19・物理チャンネル19
- モービル - WKRG-TV（英語版） - リモコン番号5・物理チャンネル27
- モンゴメリー - WAKA（英語版） - リモコン番号8・物理チャンネル42

## アラスカ州
- アンカレッジ - KTVA（英語版） - リモコン番号11・物理チャンネル28
- フェアバンクス - K13XD-D（英語版） - リモコン番号13・物理チャンネル13
- ケチカン - KUBD（英語版） - リモコン番号13・物理チャンネル13
- コディアック - KUBD-LP（英語版） - リモコン番号11
- シトカ - KTNL-TV（英語版） - リモコン番号13・物理チャンネル7

## アリゾナ州
- フェニックス - KPHO-TV（英語版） - リモコン番号5・物理チャンネル17
- ツーソン - KOLD-TV（英語版） - リモコン番号13・物理チャンネル32
- ユマ（ユマ郡） - KSWT（英語版） - リモコン番号13・物理チャンネル13

## アーカンソー州
- フォートスミス - KFSM-TV（英語版） - リモコン番号5・物理チャンネル18
- リトルロック - KTHV（英語版） - リモコン番号11・物理チャンネル12

## カリフォルニア州
- ベーカーズフィールド - KBAK-TV（英語版） - リモコン番号29・物理チャンネル33
- チコ - KHSL-TV（英語版）- リモコン番号12・物理チャンネル36
- ユーリカ - KVIQ（英語版） - リモコン番号17・物理チャンネル17
- フレズノ - KGPE-TV（英語版） - リモコン番号47・物理チャンネル34
- ロサンゼルス - KCBS-TV（英語版） - リモコン番号2・物理チャンネル31
- モントレー - KION-TV（英語版） - リモコン番号46・物理チャンネル32
- パームスプリングス - KPSP-CD（英語版） - リモコン番号38・物理チャンネル18
- サンディエゴ - KFMB-TV（英語版） - リモコン番号8・物理チャンネル8
- サンフランシスコ - KPIX(英語版） - リモコン番号5・物理チャンネル29
- サンタマリア - KCOY-TV（英語版）- リモコン番号12・物理チャンネル19
- ストックトン（サクラメント） - KOVR（英語版） - リモコン番号13・物理チャンネル25

## コロラド州
- コロラドスプリングス - KKTV（英語版） - リモコン番号11・物理チャンネル49
- デンバー - KCNC-TV（英語版） - リモコン番号4・物理チャンネル35
- グランドジャンクション（メサ郡） - KREX-TV（英語版） - リモコン番号5・物理チャンネル2
  - モントローズ - KREY-TV リモコン番号10・物理チャンネル13 （KREX-TVのサテライト局）
  - グレンウッド・スプリングス - KREG-TV リモコン番号3・物理チャンネル23 （KREX-TVのサテライト局）
- デュランゴ - KREZ-TV リモコン番号6・物理チャンネル15 （ニューメキシコ州アルバカーキにあるKRQE-TVのサテライト局）

## コネチカット州
- ハートフォード - WFSB（英語版） - リモコン番号3・物理チャンネル33

## デラウェア州
- 無し（ペンシルベニア州フィラデルフィアにあるKYWを視聴する住民が多い）

## ワシントンD.C.
- ワシントンD.C. - WUSA（英語版） - リモコン番号9・物理チャンネル9

## フロリダ州
- ゲインスビル - WGFL-TV（英語版） - リモコン番号28・物理チャンネル28
- ジャクソンビル - WTEV（英語版） - リモコン番号47・物理チャンネル19
- マイアミ - WFOR-TV（英語版） - リモコン番号4・物理チャンネル22
- フォートマイヤーズ - WINK-TV（英語版） - リモコン番号11・物理チャンネル50
- オーランド - WKMG-TV（英語版） - リモコン番号6・物理チャンネル26
- セントピーターズバーグ - WTSP（英語版） - リモコン番号10・物理チャンネル10
- ウェストパームビーチ - WPEC（英語版） - リモコン番号12・物理チャンネル13

## ジョージア州
- アトランタ - WANF（英語版） - リモコン番号46・物理チャンネル19
- オーガスタ - WRDW-TV（英語版） - リモコン番号12・物理チャンネル12
- コロンバス - WRBL（英語版） - リモコン番号3・物理チャンネル15
- メーコン - WMAZ-TV（英語版） - リモコン番号13・物理チャンネル13
- サバンナ - WTOC-TV（英語版） - リモコン番号11・物理チャンネル11
- トーマスビル（フロリダ州タラハッシー都市圏） - WCTV（英語版） - リモコン番号6・物理チャンネル46
  - バルドスタ - WSWG（英語版） - リモコン番号44・物理チャンネル43（WCTVのサテライト局扱い）
- トコア - WGTA（英語版） - リモコン番号32・物理チャンネル24

## ハワイ州
- ホノルル - KGMB（英語版） - リモコン番号5・物理チャンネル23

## アイダホ州
- ボイシ - KBCI-TV（英語版） - リモコン番号2・物理チャンネル9
- アイダホフォールズ - KIDK（英語版） - リモコン番号3・物理チャンネル36
- ルイストン - KLEW-TV（英語版） - リモコン番号3・物理チャンネル32
- ツインフォールズ - KMVT（英語版） - リモコン番号11・物理チャンネル11

## イリノイ州
- シャンペーン - WCIA (TV)（英語版） - リモコン番号3・物理チャンネル48
- シカゴ - WBBM-TV（英語版） - リモコン番号2・物理チャンネル12
- ロックフォード - WIFR（英語版） - リモコン番号23・物理チャンネル41
- ピオリア - WMBD-TV（英語版） - リモコン番号31・物理チャンネル30
- ロックアイランド - WHBF-TV（英語版） - リモコン番号4・物理チャンネル58

## インディアナ州
- エバンズビル - WEVV（英語版） - リモコン番号44・物理チャンネル45
- フォートウェイン - WANE-TV（英語版） - リモコン番号15・物理チャンネル31
- インディアナポリス - WISH-TV（英語版） - リモコン番号8・物理チャンネル9
- ラファイエット - WLFI-TV（英語版） - リモコン番号18・物理チャンネル11
- サウスベンド - WSBT-TV（英語版） - リモコン番号22・物理チャンネル22
- テレホート - WTHI-TV（英語版） - リモコン番号10・物理チャンネル10

## アイオワ州
- シーダーラピッズ - KGAN-TV（英語版） - リモコン番号2・物理チャンネル29
- デモイン - KCCI（英語版） - リモコン番号8・物理チャンネル8
- メーソンシティ - KIMT（英語版） - リモコン番号3・物理チャンネル42
- スーシティ - KMEG（英語版） - リモコン番号14・物理チャンネル39

## カンザス州
- ピッツバーグ - KOAM-TV（英語版） - リモコン番号7・物理チャンネル7
- トピカ - WIBW-TV（英語版） - リモコン番号13・物理チャンネル13
- ウィチタ - KWCH-TV（英語版） - リモコン番号12・物理チャンネル19
  - ドッジシティ - KBSD-DT（英語版） - リモコン番号6・物理チャンネル6 （KWCH-TVのサテライト局）
  - グッドランド - KBSL-DT（英語版） - リモコン番号10・物理チャンネル10 （KWCH-TVのサテライト局）
  - ヘイズ - KBSH-DT（英語版） - リモコン番号7・物理チャンネル7 （KWCH-TVのサテライト局）

## ケンタッキー州
- ハザード - WYMT-TV（英語版） - リモコン番号57・物理チャンネル12
- レキシントン - WKYT-TV（英語版） - リモコン番号27・物理チャンネル36
- ルイビル - WLKY（英語版） - リモコン番号32・物理チャンネル26

## ルイジアナ州
- バトンルージュ - WAFB（英語版） - リモコン番号9・物理チャンネル9
- ラファイエット - KLFY-TV（英語版） - リモコン番号10・物理チャンネル10
- モンロー - KNOE-TV（英語版） - リモコン番号8・物理チャンネル8
- ニューオーリンズ - WWL-TV（英語版） - リモコン番号4・物理チャンネル36
- シュリーブポート - KSLA-TV（英語版） - リモコン番号12・物理チャンネル17
- アレクサンドリア KALB-DT2（英語版） - リモコン番号5.2・物理チャンネル35（NBC加盟局KALB-TVのサブチャンネル）

## メイン州
- バンゴー - WABI-TV（英語版） - リモコン番号5・物理チャンネル13
- ポートランド - WGME-TV（英語版） - リモコン番号13・物理チャンネル38
- プレスクアイル - WAGM-TV（英語版） - リモコン番号8・物理チャンネル8

## メリーランド州
- ボルチモア - WJZ-TV（英語版） - リモコン番号13・物理チャンネル13
- ソールズベリー - WBOC-TV（英語版） - リモコン番号16・物理チャンネル21

## マサチューセッツ州
- ボストン - WBZ-TV（英語版） - リモコン番号4・物理チャンネル30
- スプリングフィールド - WSHM-LD（英語版） リモコン番号3.5・物理チャンネル21 （コネチカット州ハートフォードにあるWFSBのサテライト局扱い）

## ミシガン州
- アルピーナ - WBKB-TV（英語版） - リモコン番号11・物理チャンネル11
- ベイシティ - WNEM-TV（英語版） - リモコン番号5・物理チャンネル22
- キャディラック - WWTV（英語版） - リモコン番号9・物理チャンネル9
  - スーセントマリー - WWUP-TV リモコン番号10・物理チャンネル10（WWTVのサテライト局）
- デトロイト - WWJ-TV（英語版） - リモコン番号62・物理チャンネル44
- カラマズー（グランドラピッズ） - WWMT（英語版） - リモコン番号3・物理チャンネル8
- ランシング - WLNS-TV（英語版） - リモコン番号6・物理チャンネル36
- エスカナバ - WJMN-TV（英語版） リモコン番号3・物理チャンネル48 （ウィスコンシン州グリーンベイにあるWFRV-TVのサテライト局）

## ミネソタ州
- ダルース - KBJR-TV（英語版） - リモコン番号6・物理チャンネル19
- マンケイト - KEYC-TV（英語版） - リモコン番号12・物理チャンネル12
- ミネアポリス（セントポール） - WCCO-TV（英語版） - リモコン番号4・物理チャンネル32
  - アレクサンドリア KCCO-TV リモコン番号7・物理チャンネル7 （WCCO-TVのサテライト局）
  - ウォーカー - KCCW-TV リモコン番号12・物理チャンネル12 （WCCO-TVのサテライト局）

## ミシシッピ州
- コロンバス - WCBI-TV（英語版） - リモコン番号4・物理チャンネル35
- グリーンビル - WXVT-TV（英語版） - リモコン番号15・物理チャンネル15
- ジャクソン - WJTV（英語版） - リモコン番号12・物理チャンネル12
  - ハッティズバーグ - WHLT（英語版） - リモコン番号22・物理チャンネル22 （WJTVのサテライト局扱い）
- メリディアン - WMDN（英語版） - リモコン番号24・物理チャンネル24

## ミズーリ州
- ケープジラード - KFVS-TV（英語版） - リモコン番号12・物理チャンネル12
- ハンニバル（イリノイ州・クインシー）- KHQA-TV（英語版） - リモコン番号7・物理チャンネル7
- ジェファーソンシティ - KRCG（英語版） - リモコン番号13・物理チャンネル12
- カンザスシティ - KCTV（英語版） - リモコン番号5・物理チャンネル24
- セントルイス - KMOV（英語版） - リモコン番号4・物理チャンネル56
- スプリングフィールド - KOLR-TV（英語版） - リモコン番号10・物理チャンネル10

## モンタナ州
- ビリングス - KTVQ（英語版） - リモコン番号2・物理チャンネル10
- ビュート - KXLF-TV（英語版） - リモコン番号4・物理チャンネル5
  - ボーズマン - KBZK リモコン番号7・物理チャンネル13（KXLF-TVのサテライト局）
- グレンディブ - KXGN-TV（英語版） - リモコン番号5・物理チャンネル5
- グレートフォールズ - KRTV（英語版） - リモコン番号3・物理チャンネル7
  - ヘレナ - KXLH-LD リモコン番号9・物理チャンネル9（KRTVのサテライト局）
- ミズーラ - KPAX-TV（英語版） - リモコン番号8・物理チャンネル7
  - カリスペル - K18AJ リモコン番号18（KPAX-TVのサテライト局）

## ネブラスカ州
- リンカーン - KOLN（英語版） - リモコン番号10・物理チャンネル10
  - グランドアイランド - KGIN リモコン番号11・物理チャンネル11（KOINのサテライト局）
- オマハ - KMTV（英語版） - リモコン番号3・物理チャンネル45
- スコッツブラフ - KSTF-TV リモコン番号10（ワイオミング州シャイアンにあるKGWN-TVのサテライト局）

## ネバダ州
- ラスベガス - KLAS-TV（英語版） - リモコン番号8・物理チャンネル7
- リノ - KTVN（英語版） - リモコン番号2・物理チャンネル13

## ニューハンプシャー州
- 無し（主にマサチューセッツ州ボストンのWBZ-TVを視聴している）

## ニュージャージー州
- 無し（北部はニューヨークのWCBS-TV、南部はフィラデルフィアのKYW-TVのエリア）

## ニューメキシコ州
- アルバカーキ - KRQE（英語版） - リモコン番号13・物理チャンネル13
  - ロズウェル - KBIM-TV リモコン番号10・物理チャンネル10（KRQEのサテライト局）

## ニューヨーク州
- ビンガムトン - WBNG-TV（英語版） - リモコン番号12・物理チャンネル7
- バッファロー - WIVB-TV（英語版） - リモコン番号4・物理チャンネル39
- カルタゴ（ウォータータウン） - WWNY-TV（英語版） - リモコン番号7・物理チャンネル7
- ニューヨーク - WCBS-TV（英語版） - リモコン番号2・物理チャンネル33 - 旗艦局
- ロチェスター - WROC-TV（英語版） - リモコン番号8・物理チャンネル45
- スケネクタディ（オールバニ） - WRGB（英語版） - リモコン番号6・物理チャンネル6
- シラキュース - WTVH（英語版） - リモコン番号5・物理チャンネル47

## ノースカロライナ州
- シャーロット - WBTV（英語版） - リモコン番号3・物理チャンネル23
- グリーンビル - WNCT-TV（英語版） - リモコン番号9・物理チャンネル10
- グリーンズボロ（ウィンストン・セーラム） - WFMY-TV（英語版） - リモコン番号2・物理チャンネル51
- ローリー（ダーラム） - WNCN（英語版） - リモコン番号17・物理チャンネル17
- ウィルミントン - WILM-LD（英語版） - リモコン番号10・物理チャンネル40

## ノースダコタ州
- ビスマーク - KXMB-TV（英語版） - リモコン番号12・物理チャンネル12
  - ディッキンソン - KXMA-TV（英語版） - リモコン番号2・物理チャンネル19（KXMB-TVのサテライト局扱い）
- ファーゴ - KXJB-LD（英語版） - リモコン番号30・物理チャンネル30
- マイノット - KXMC-TV（英語版） - リモコン番号13・物理チャンネル13
  - ウィリストン - KXMD-TV（英語版） - リモコン番号11・物理チャンネル14（KXMC-TVのサテライト局扱い）

## オハイオ州
- シンシナティ - WKRC-TV（英語版） - リモコン番号12・物理チャンネル12
- コロンバス - WBNS-TV（英語版） - リモコン番号10・物理チャンネル21
- デイトン - WHIO-TV（英語版） - リモコン番号7・物理チャンネル41
- ライマ - WLMO-LP（英語版） - リモコン番号35.2（WOHL-CDのDT2サブチャンネル）
- シェイカーハイツ（クリーブランド・アクロン） - WOIO（英語版） - リモコン番号19・物理チャンネル10
- トレド - WTOL-TV（英語版） - リモコン番号11・物理チャンネル11
- ヤングスタウン - WKBN-TV（英語版） - リモコン番号27・物理チャンネル41

## オクラホマ州
- オクラホマシティ - KWTV（英語版） - リモコン番号9・物理チャンネル39
- タルサ - KOTV-DT（英語版） - リモコン番号6・物理チャンネル45

## オレゴン州
- ユージーン - KVAL-TV（英語版） - リモコン番号13・物理チャンネル13
  - クーズベイ - KCBY-TV - リモコン番号11・物理チャンネル11（KVAL-TVのサテライト局）
  - ローズバーグ - KPIC リモコン番号4・物理チャンネル19（KVAL-TVのサテライト局）
- メドフォード - KTVL（英語版） - リモコン番号10・物理チャンネル10
- ポートランド - KOIN（英語版） - リモコン番号6・物理チャンネル40

## ペンシルベニア州
- アルトゥーナ - WTAJ-TV（英語版） - リモコン番号10・物理チャンネル32
- エリー - WSEE-TV（英語版） - リモコン番号35・物理チャンネル16
- ハリスバーグ - WHP-TV（英語版） - リモコン番号21・物理チャンネル21
- フィラデルフィア - KYW-TV（英語版） - リモコン番号3・物理チャンネル26
- ピッツバーグ - KDKA-TV（英語版） - リモコン番号2・物理チャンネル25
- スクラントン - WYOU（英語版） - リモコン番号22・物理チャンネル13

## ロードアイランド州
- プロビデンス - WPRI-TV（英語版） - リモコン番号12・物理チャンネル13

## サウスカロライナ州
- チャールストン - WCSC-TV（英語版） - リモコン番号5・物理チャンネル47
- コロンビア - WLTX（英語版） - リモコン番号19・物理チャンネル17
- フローレンス - WBTW（英語版） - リモコン番号13・物理チャンネル13
- スパータンバーグ - WSPA-TV（英語版） - リモコン番号7・物理チャンネル7

## サウスダコタ州
- スーフォールズ - KELO-TV（英語版） - リモコン番号11・物理チャンネル32
  - フローレンス - KDLO-TV リモコン番号3・物理チャンネル2（KELO-TVのサテライト局）
  - ラピッドシティ - KCLO-TV リモコン番号15・物理チャンネル16（KELO-TVのサテライト局）
  - リライアンス - KPLO-TV リモコン番号6・物理チャンネル14（KELO-TVのサテライト局）

## テネシー州
- チャタヌーガ - WDEF-TV（英語版） - リモコン番号12・物理チャンネル12
- ジョンソンシティ - WJHL-TV（英語版） - リモコン番号11・物理チャンネル11
- ノックスビル - WVLT-TV（英語版） - リモコン番号8・物理チャンネル30
- メンフィス - WREG-TV（英語版） - リモコン番号3・物理チャンネル28
- ナッシュビル - WTVF（英語版） - リモコン番号5・物理チャンネル25

## テキサス州
- アビリーン - KTAB-TV （英語版） - リモコン番号32・物理チャンネル24
- アマリロ - KFDA-TV（英語版） - リモコン番号10・物理チャンネル10
- オースティン - KEYE-TV（英語版） - リモコン番号42・物理チャンネル43
- ボーモント - KFDM-TV（英語版） - リモコン番号6・物理チャンネル25
- コーパスクリスティ - KZTV（英語版） - リモコン番号10・物理チャンネル10
- エルパソ - KDBC-TV（英語版） - リモコン番号4・物理チャンネル18
- フォートワース（ダラス） - KTVT（英語版） - リモコン番号11・物理チャンネル19
- ハーリンジェン（ブラウンズヴィル） - KGBT-TV（英語版） - リモコン番号4・物理チャンネル31
- ヒューストン - KHOU-TV（英語版） - リモコン番号11・物理チャンネル11
- ラレド - KVTV (TV)（英語版） - リモコン番号13・物理チャンネル13
- ラボック - KLBK-TV（英語版） - リモコン番号13・物理チャンネル40
- オデッサ - KOSA-TV（英語版） - リモコン番号7・物理チャンネル7
- サンアンジェロ - KLST（英語版） - リモコン番号8・物理チャンネル11
- サンアントニオ - KENS-TV（英語版） - リモコン番号5・物理チャンネル39
- シャーマン - KXII-TV（英語版） - リモコン番号12・物理チャンネル12
- タイラー - KYTX-TV（英語版） - リモコン番号19・物理チャンネル18
- ウェーコ - KWTX-TV（英語版） - リモコン番号10・物理チャンネル10
- ウィチタフォールズ - KAUZ-TV（英語版） - リモコン番号6・物理チャンネル22

## ユタ州
- ソルトレイクシティ - KUTV（英語版） - リモコン番号2・物理チャンネル34

## バーモント州
- バーリントン - WCAX-TV（英語版） - リモコン番号3・物理チャンネル22

## バージニア州
- ノーフォーク（ハンプトン・ローズ） - WTKR（英語版） - リモコン番号3・物理チャンネル40
- リッチモンド - WTVR-TV（英語版） - リモコン番号6・物理チャンネル25
- ロアノーク - WDBJ（英語版） - リモコン番号7・物理チャンネル18
- シャーロッツビル - WCAV（英語版） - リモコン番号19・物理チャンネル19

## ワシントン州
- パスコ - KEPR-TV（英語版） - リモコン番号19・物理チャンネル18
- シアトル - KIRO-TV（英語版） - リモコン番号7・物理チャンネル39
- スポケーン - KREM（英語版） - リモコン番号2・物理チャンネル20
- ヤキマ - KIMA-TV（英語版） - リモコン番号29・物理チャンネル33

## ウェストバージニア州
- ハンティントン（ケンタッキー州アシュランド） - WOWK-TV（英語版） -リモコン番号13・物理チャンネル13
- ルイスバーグ - WVNS-TV（英語版） リモコン番号59・物理チャンネル8
- ブリッジポート - WDTV（英語版） - リモコン番号5・物理チャンネル5
- ホイーリング - WTRF-TV（英語版） - リモコン番号7・物理チャンネル7

## ウィスコンシン州
- グリーンベイ - WFRV-TV（英語版） - リモコン番号5・物理チャンネル39
- ラクロス - WKBT（英語版） - リモコン番号8・物理チャンネル8
- マディソン - WISC-TV（英語版） - リモコン番号3・物理チャンネル50
- ミルウォーキー - WDJT-TV（英語版） - リモコン番号58・物理チャンネル46
- ウォーソー - WSAW-TV（英語版） - リモコン番号7・物理チャンネル7

## ワイオミング州
- シャイアン - KGWN-TV（英語版） - リモコン番号5・物理チャンネル30
- キャスパー - KGWC-TV （英語版） -リモコン番号14・物理チャンネル14
  - ランダー - KGWL-TV リモコン番号5・物理チャンネル7（KGWC-TVのサテライト局）
  - ロック・スプリングス - KGWR-TV リモコン番号13・物理チャンネル13（KGWC-TVのサテライト局）

## 50州外
- ハミルトン（バミューダ諸島） - ZBM-TV（英語版） - アナログ9
- ハガニア（グアム） - KUAM-TV（英語版） - リモコン番号8.2・物理チャンネル8
- セント・トーマス島（アメリカ領ヴァージン諸島） - WMNS-LP（英語版） - リモコン番号22・物理チャンネル22（衛星放送・ケーブルテレビを通じプエルトリコへも中継される）